# تپه ور گنبد ۲
تپه ور گنبد ۲ مربوط به عصر مفرغ - عصر آهن است و در شهرستان دالاهو، بخش مرکزی، دهستان حومه، زیر بافت مسکونی روستای ورگنبد واقع شده و این اثر در تاریخ ۲۷ اسفند ۱۳۸۶ با شمارهٔ ثبت ۲۲۴۵۵ به‌عنوان یکی از آثار ملی ایران به ثبت رسیده است.